# Jestřabí v Krkonoších
Jestřabí v Krkonoších – gmina w Czechach, w powiecie Semily, w kraju libereckim. Według danych z dnia 1 stycznia 2013 liczyła 241 mieszkańców.